# Russische Badmintonmeisterschaft 2010
Die Russische Badmintonmeisterschaft 2010 fand vom 30. Januar bis zum 2. Februar 2010 in Ramenskoje statt.

## Sieger und Platzierte
| Disziplin    | Gold                                 | Silber                        | Bronze                               |
| ------------ | ------------------------------------ | ----------------------------- | ------------------------------------ |
| Herreneinzel | Stanislav Pukhov                     | Ivan Sozonov                  | Nikolai Ukk                          |
| Herreneinzel | Stanislav Pukhov                     | Ivan Sozonov                  | Vladimir Ivanov                      |
| Dameneinzel  | Ella Diehl                           | Tatjana Bibik                 | Natalia Perminova                    |
| Dameneinzel  | Ella Diehl                           | Tatjana Bibik                 | Ksenia Polikarpova                   |
| Herrendoppel | Alexandr Nikolaenko Vitaliy Durkin   | Ivan Sozonov Vladimir Ivanov  | Victor Maljutin Mikhail Kelj         |
| Herrendoppel | Alexandr Nikolaenko Vitaliy Durkin   | Ivan Sozonov Vladimir Ivanov  | Andrej Ashmarin Andrei Ivanov        |
| Damendoppel  | Nina Vislova Valeria Sorokina        | Olga Golovanova Tatjana Bibik | Ksenia Polikarpova Irina Khlebko     |
| Damendoppel  | Nina Vislova Valeria Sorokina        | Olga Golovanova Tatjana Bibik | Elena Komendrovskaja Daria Zykova    |
| Mixed        | Alexandr Nikolaenko Valeria Sorokina | Vitaliy Durkin Nina Vislova   | Evgeny Dremin Ksenia Polikarpova     |
| Mixed        | Alexandr Nikolaenko Valeria Sorokina | Vitaliy Durkin Nina Vislova   | Andrej Ashmarin Anastasia Prokopenko |